# Big Bear City (Kalifornija)
Big Bear City je naseljeno područje za statističke svrhe u američkoj saveznoj državi Kalifornija. Prema popisu stanovništva iz 2010. u njemu je živjelo 12,304 stanovnika.